# Tillandsia streptocarpa
Tillandsia streptocarpa är en gräsväxtart som beskrevs av John Gilbert Baker. Tillandsia streptocarpa ingår i släktet Tillandsia och familjen Bromeliaceae. Inga underarter finns listade i Catalogue of Life.

## Bildgalleri

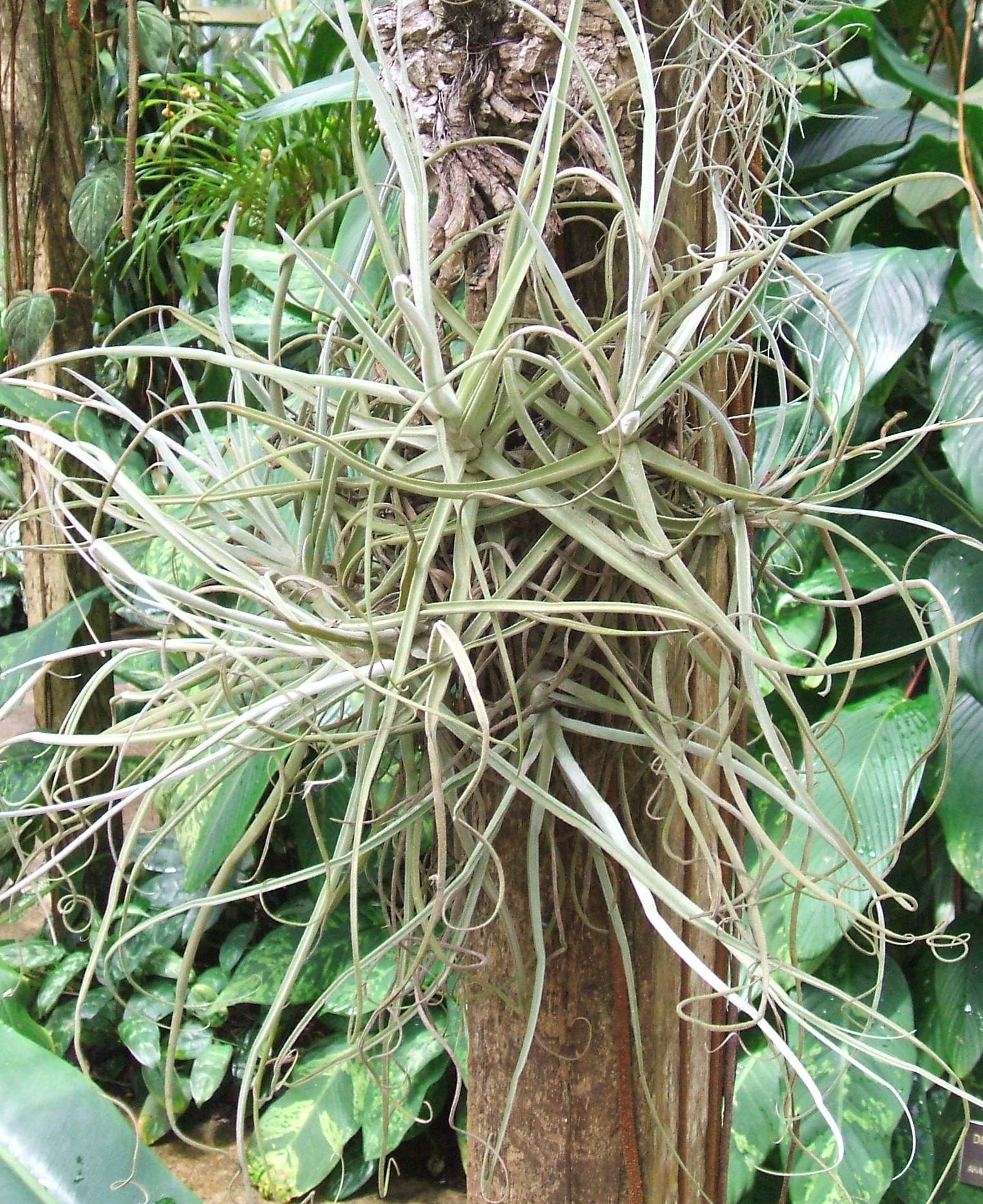